# Bolshoye Pseushko
Bolshoye Psheushko (del ruso: Большое Псеушко) es un aul del raión de Tuapsé del krai de Krasnodar, en el sur de Rusia. Está situado en las estribaciones meridionales del extremo oeste del Cáucaso Occidental, a orillas del río Bolshoye Psheushko, afluente del río Ashé, junto a la frontera del ókrug urbano de Sochi, 20 km al este de Tuapsé y 110 km al sur de Krasnodar, la capital del krai. Tenía 118 habitantes en 2010.
Pertenece al municipio Gueórguiyevskoye.